# Roheničky
Roheničky (deutsch Klein Rohenitz) ist eine Grundsiedlungseinheit der Gemeinde Rohenice in Tschechien. Sie liegt anderthalb Kilometer südöstlich von Rohenice und gehört zum Okres Rychnov nad Kněžnou.

## Geographie
Roheničky befindet sich rechtsseitig über dem Tal der Dědina auf der Bohuslavická tabule (Bohuslawitzer Tafel). Der Ort liegt auf einem Riedel zwischen der Dědina und ihrem Zufluss Rohenický potok. Am nördlichen Ortsrand verläuft die Staatsstraße II/308 zwischen Hradec Králové und Nové Město nad Metují. Nordöstlich erhebt sich der Kozinec (291 m n.m.), im Westen der Lhotecký kopec (297 m n.m.) und der Bílý kopec bzw. Pytašák (299 m n.m.) sowie nordwestlich der Na Čihadle (308 m n.m.). Gegen Norden liegt der Teich Tuří rybník. Knapp zwei Kilometer östlich verläuft die Bahnstrecke Choceň–Meziměstí.
Nachbarorte sind Roztoky, Slavětín nad Metují und Hlohov im Norden, Homole und Bohuslavice im Nordosten, Opařiště im Osten, Pohoří und Podzámčí im Südosten, Ostrov und České Meziříčí im Süden, Malé Meziříčí und Jasenná im Westen sowie Rohenice und Šestajovice im Nordwesten.

## Geschichte
Das Dorf wurde um 1720 durch die Grafen Colloredo-Waldsee auf Opočno gegründet. Anfänglich wurde der Ort als Page Rohenitz, später als Klein Rohenitz bezeichnet. Ab 1789 gehörte das Dorf den Grafen Colloredo-Mannsfeld, sie hielten den Besitz bis zur Mitte des 19. Jahrhunderts.
Im Jahre 1836 bestand das im Königgrätzer Kreis gelegene Dorf Klein-Rohenitz aus zehn Häusern, in denen 50 Personen lebten. Pfarr- und Schulort war Mezritsch. Bis zur Mitte des 19. Jahrhunderts blieb das Dorf der Herrschaft Opočno untertänig.
Nach der Aufhebung der Patrimonialherrschaften bildete Malé Rohenice ab 1849 einen Ortsteil der Gemeinde Velké Rohenice im Gerichtsbezirk Opočno. Ab 1868 gehörte das Dorf zum Bezirk Neustadt an der Mettau. Seit dem Ende des 19. Jahrhunderts führte die Gemeinde den Namen Rohenice. Auf Anordnung der Linguistischen Kommission in Prag wurde Malé Rohenice am 23. Juni 1923 in Roheničky umbenannt. 1949 wurde das Dorf dem Okres Dobruška zugeordnet. Im Zuge der Gebietsreform von 1960 wurde der Okres Dobruška aufgehoben und Roheničky dem Okres Rychnov nad Kněžnou zugewiesen; zugleich erfolgte die Eingemeindung nach České Meziříčí, Roheničky verlor dabei den Status eines Ortsteils. Seit dem 24. November 1990 gehört Roheničky wieder zur Gemeinde Rohenice. Roheničky besteht aus 13 Anwesen, darunter mehreren alten Gehöften.

## Ortsgliederung
Roheničky ist Teil des Katastralbezirks Rohenice.

## Sehenswürdigkeiten
- Steinernes Kreuz an der Staatsstraße, errichtet 1919
- Mehrere alte Eichen zwischen den Gehöften
- Naturreservat Zbytka, südöstlich des Dorfes, der Auwald in einer Bachschleife der Dědina wurde 1994 auf einer Fläche von 79,42 ha unter Schutz gestellt.
- Naturdenkmal Tuří rybník, der 33 ha große Teich Tuří einschließlich der ihn umgebenden Wälder Velké Tuří und Malé Tuří wurden 2014 auf einer Fläche 114,72 ha zum Schutz der Rotbauchunke und seltener Pflanzenarten zum Naturdenkmal erklärt.